# Konstantin Jireček

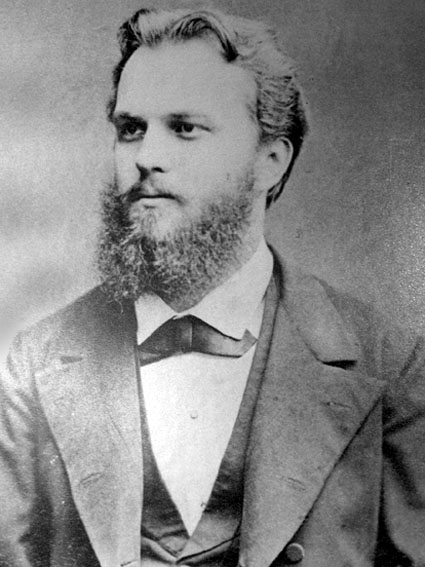
Konstantin Jireček

Konstantin Jireček, född 1854 i Wien, död där 10 januari 1918, var en tjeckisk historiker; bror till Josef Jireček.
Jireček blev docent i historia i Prag 1877, var 1879-84 generalsekreterare i det nybildade undervisningsministeriet i Bulgarien och 1881-83 bulgarisk kultusminister och chef för det nya biblioteket i Sofia. År 1884 blev han professor vid Karlsuniversitetet i Prag och 1893 vid Wiens universitet i slavistik. Han ansågs som sin tids främsta kännare av Balkanhalvöns historia och politiska geografi från äldsta tider. 
Sin lärda författarverksamhet inledde han med en Bibliographie de la littérature bulgare moderne 1806-72 (på franska och bulgariska, 1882) samt Dějiny naroda bulharského (1876; tysk upplaga Geschichte der Bulgaren). Bland övriga mer betydande arbeten märks Die Heerstrasse von Belgrad nach Constantinopel und die Balkanpässe (1877), Die Handelsstrassen und Bergwerke von Serbien und Bosnien während des Mittelalters (1879), Beiträge zur antiken Geographie und Epigraphik von Bulgarien und Rumelien (1881), Das Furstenthum Bulgarien (1891), Der ragusanische Dichter Šisko Menčelić (1896), Die Bedeutung von Ragusa in der Handelsgeschichte des Mittelalters (1899), Die Romanen in den Städten Dalmatiens während des Mittelalters (tre band, 1901-04) m.fl. studier i "Archiv für slawische Philologie" och andra vetenskapliga årsskrifter. Han skrev även Geschichte der Serben (två band, omfattande tiden till 1537; 1911-18).